# Mainské lesy
Mainské lesy '(The Maine Woods) je kniha amerického spisovatele, filosofa a přírodovědce Henryho Davida Thoreaua (1817–1862). Obsahuje vyprávění o třech cestách do divočiny amerického státu Maine, které autor podnikl v letech 1846, 1853 a 1857. V ucelené, knižní podobě, doplněné o dodatek s přírodovědnými a lingvistickými údaji a s informacemi o nezbytném vybavení na výpravu, vyšlo dílo v roce 1864 v bostonském nakladatelství Ticknor and Fields.

## První část: Ktaadn
Na svou první výpravu do mainských lesů se Thoreau vydal 31. srpna 1846. Cestoval nejprve vlakem z Concordu do Bostonu a poté parníkem do Bangoru v Maine. Z Bangoru se spolu se svým příbuzným Georgem Thatcherem (1806–1885) dopravil bryčkou do Mattawamkeagu, kde se setkali s bangorskými obchodníky Charlesem Lowellem a Horatiem P. Bloodem. Všichni čtyři se pak vypravili pěšky proti proudu západního ramene řeky Penobscot k obydlím průkopnických usedlíků George McCauslina a Thomase Fowlera ml., které si najali jako průvodce. Šestičlenná skupinka se pak plavila v batteau až k místu, kde se do západního ramene Penobscotu vlévají říčky Abol Stream (tehdejším názvem Aboljacknagesic) a Katahdin Stream (tehdejším názvem Murch Brook). Z tohoto místa podnikli pěší výstup na Katahdin (Thoreau používal pravopis "Ktaadn") – nejvyšší horu státu Maine (1606 m .n. m.).

## Druhá část: Chesuncook
Třináctého září 1853 odcestoval Thoreau opět parníkem z Bostonu do Bangoru a dalšího dne se spolu s Georgem Thatcherem a indiánským průvodcem Joem Aitteonem dopravil do Greenvillu u jezera Moosehead, jež překonali na parníku. Poté pluli na kánoi po proudu západního ramene Penobscotu k jezeru Chesuncook a zpět.

## Třetí část: Řeka Allegash a východní rameno Penobscotu (The Allegash and East Branch)
Třetí výpravu do Maine zahájil Thoreau 20. července 1857 cestou parníkem z Bostonu do Bangoru. Společníkem mu byl přítel z mládí Edward Sherman Hoar (1823–1893), na cestě do lesů je doprovázel Joe Polis (kol. 1808–1884) z kmene Penobscotů.

## Čtvrtá část: Dodatek
Dodatek obsahuje seznamy rostlin a ptáků, které Thoreau viděl v mainských lesích, dále výčet indiánských výrazů a informace o vybavení, jež autor a jeho přátelé používali.

## Český překlad
- Mainské lesy. Praha : Paseka, 2012. Překlad: Jan Hokeš. ISBN 978-80-7432-195-5